# Армандо
„Армандо“ е български игрален филм (късометражен, драма) от 1968 година на режисьора Людмил Кирков, по сценарий на Алекси Найденов. Оператор е Ивайло Тренчев. Музиката във филма е композирана от Борис Карадимчев.

## Актьорски състав
- Константин Коцев – Армандо
- Асен Георгиев – Янко
- Евстати Стратев – Директорът на цирка
- Кирил Господинов
- Васил Попов
- Георги Кишкилов
- Борис Николов
- Велизар Захариев
- Ангелина Ковачева